# Réseau Comète
Le réseau Comète ou la Ligne Comète (Comet line en anglais) est un mouvement de résistance actif en Belgique, en France et en Espagne durant l'occupation allemande de la Belgique pendant la Seconde Guerre mondiale. La filière d'évasion permit à de nombreux aviateurs alliés et à des résistants brûlés en Europe de l'Ouest occupée de regagner le Royaume-Uni.
En quatre années, le réseau a compté jusqu'à 3 000 membres au total. Infiltré à plusieurs reprises par des agents doubles à la solde de l'Abwehr, le réseau connait de multiples vagues d'arrestations mais il renaît à chaque fois de ses cendres et reste fonctionnel de 1941 à l'avant-veille du débarquement de Normandie. Le réseau était financé par le MI9 à Londres mais maintenait une indépendance opérationnelle totale.
Environ 800 aviateurs alliés empruntent la ligne Comète de juillet 1941 à juin 1944. Au-delà de cette date, 250 hommes supplémentaires regagnent le Royaume-Uni dans le cadre de la Mission Marathon qui lui fait suite.
Durant la Seconde Guerre mondiale, 156 membres du Réseau Comète perdent la vie (dont 55 femmes). Une trentaine d'hommes sont fusillés ou abattus. Plusieurs centaines sont déportés dans des camps de concentration en tant que Nacht und Nebel où une centaine de personnes meurent. Les survivants ne reviennent pour la plupart qu'en avril-mai 1945 lorsque les camps sont libérés.
En 1946, Andrée De Jongh, cofondatrice du réseau avec Arnold Deppé, reçoit la George medal, la plus haute distinction qui puisse être décernée à un sujet non-britannique.

## Dénomination
Le nom de Comet line est le nom que les Britanniques avait décerné à la filière vers 1943, après l'arrestation d'Andrée De Jongh. Auparavant on parlait de la filière DD, pour Deppé-De Jongh, mais « Dédée » était également le pseudonyme d'Andrée De Jongh ce qui semblait convenir, même après l'arrestation d'Arnold Deppé. Réseau et ligne ne sont toutefois pas totalement synonyme. La ligne recouvre la filière directe menant de Bruxelles à Gibraltar et les membres du réseau en jalonnant le parcours. Le réseau, plus vaste, comporte l'ensemble des personnes impliquées depuis la collecte des aviateurs jusqu'aux réseaux d'hébergeurs, de ravitailleurs, etc.

## Historique

### Prémices du réseau

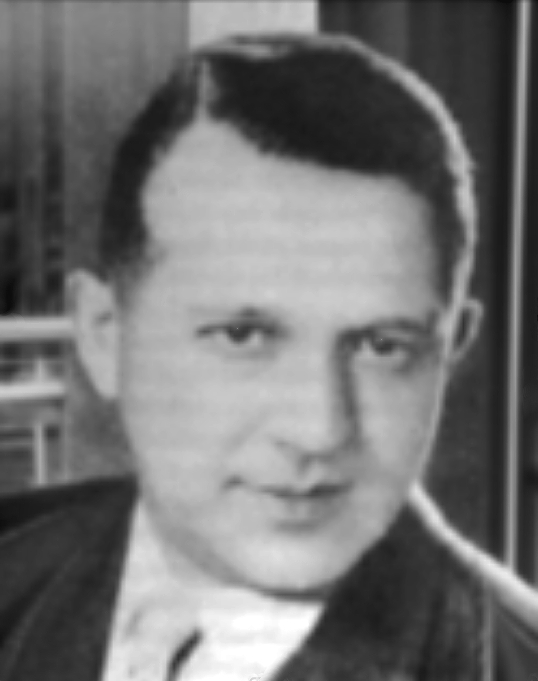
Arnold Deppé ouvre la filière d'évasion en juin 1941. Trahi, il est arrêté lors de son troisième passage en août 1941.

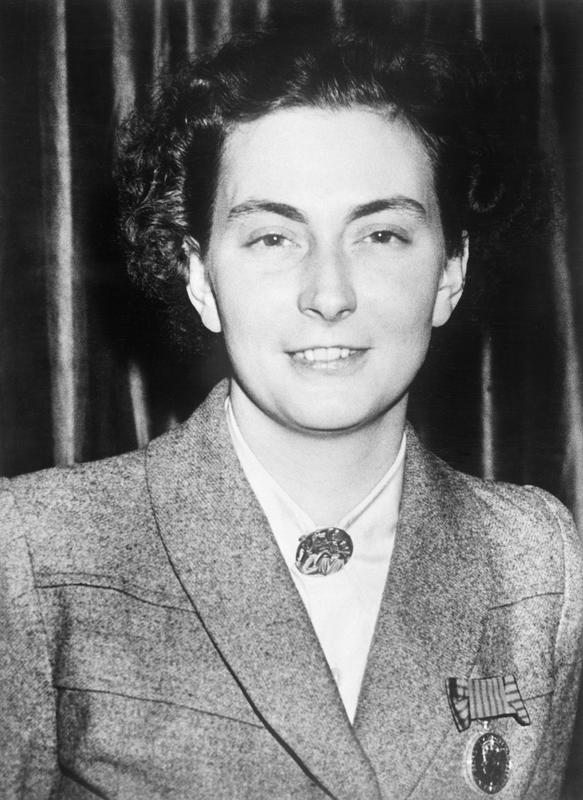
Andrée De Jongh, Dédée, cheffe du réseau d'août 1941 à janvier 1943. Ici portant la médaille de George en 1946.

En mai 1940, le Corps expéditionnaire britannique est forcé de quitter le continent et de regagner l'Angleterre. De nombreux soldats britanniques ne peuvent pas embarquer et se retrouvent en territoire occupé par l'ennemi. Ils seront faits prisonniers ou seront cachés. Par ailleurs, l'intensification des raids aériens à partir de 1941 augmente le nombres d'aviateurs dont l'avion a été abattu sur le sol belge. Comment leur permettre de regagner l'Angleterre ? De nombreux Belges souhaitent également rejoindre les Forces belges libres au Royaume-Uni.
À cette époque, Andrée De Jongh qui travaillait comme graphiste publicitaire pour une entreprise, quitte Malmedy et parvient à rejoindre de justesse la maison familiale à Schaerbeek. Elle travaille un temps à Bruges à l'hôpital Saint-Jean où elle soigne des blessés britanniques et allemands. Irritée à l'idée que la remise sur pied de ces soldats alliés n'est prévue que pour mieux les déporter dans des camps de prisonniers, elle organise de discrètes évasions de patients. Son travail à Bruges prenant fin, elle revient à Bruxelles chez ses parents.
Andrée De Jongh s'investit alors pleinement dans la résistance avec Henri Debliqui, elle déniche des vêtements civils et du ravitaillement pour les soldats alliés cachés dans des familles bruxelloises. C'est ainsi qu'elle rencontre pour la première fois, en mars 1941, Elsie Maréchal-Bell et son mari Georges qui lui font un accueil chaleureux. Le 4 avril 1941, Andrée De Jongh leur confie un premier pensionnaire, un soldat belgo-polonais qui, trépané, déraisonne. En ce début avril également, son ami, Henri Debliqui lui présente son cousin, Arnold Deppé qui s'est évadé d'un camp de prisonniers en Allemagne. Arnold Deppé est arrêté et détenu quelques jours puis relaxé "faute de preuves". Il part se mettre au vert en Bretagne, à son retour à Bruxelles, il rencontre Andrée à leur lieu habituel, le Parvis de Saint-Gilles. C'est là qu'ils décident de mettre au point une filière d'exfiltration vers l'Angleterre. Le mur de l'Atlantique rendant toute évasion hasardeuse en un point quelconque de son tracé, ils décident que la traversée des Pyrénées puis Gibraltar est la meilleure option. Arnold Deppé connait bien la région pour y avoir vécu dix ans tandis qu'il était ingénieur du son à Bayonne pour Gaumont, à cette époque, il vivait à Saint-Jean-de-Luz où il a gardé des contacts. Arnold rencontre Jean Apper, un cadre de la Société générale de Belgique qui lui fournit l'adresse d'une famille de résistants belges installée à Anglet, les De Greef.
Le 4 juin 1941 Andrée De Jongh, confie aux Maréchal deux Français évadés des camps allemands, Charles Morelle de Valenciennes et Henri Bridier originaire du Puy-de-Dôme. Arnold et Andrée décident qu'ils accompagneront Arnold pour son voyage de reconnaissance vers les Pyrénées. Le 7 juin, Andrée leur apporte de faux-papiers et, deux jours plus tard, le 9 juin 1941, Georges Maréchal les conduit à la gare du Midi où les attend Arnold.  
Arnold Deppé loge chez les De Greef à la Villa Voisin à Anglet, entre Biarritz et Bayonne. Cette famille belge, comme beaucoup d'autres, prit le parti de l'exode lors de l'invasion allemande de la Belgique. Elvire De Greef, « Tante Go », son mari, Fernand De Greef, « Oncle Dick » leurs deux enfants Frederick et Janine et la grand-mère De Greef ont pris place à bord de quatre véhicules de L'Indépendance belge, où travaille Elvire, en compagnie de journalistes en partance pour les États-Unis. Les De Greef souhaitaient rallier l'Angleterre, mais ils finissent par s'installer dans une ferme abandonnée à 18 kilomètres de la frontière espagnole, au 12 de l'allée du Marquis Casa Argudin, à Anglet : la Villa Voisin qui devient une véritable plaque tournante pour tout le réseau Sud de la filière d'exfiltration.
À son retour à Bruxelles, Arnold est rayonnant. La filière est établie, des contacts ont été pris avec des passeurs basques, contrebandiers habiles connaissant bien la montagne, dont Florentino Goikoetxea pour le franchissement des Pyrénées. Pour ce qui est de la frontière franco-belge, elle se franchit, au début du moins relativement aisément en raison du fait que c'est la même Administration militaire qui régit la Belgique et le Nord de la France. En revanche, pour franchir la limite entre la zone administrée par la Kommandantur de Bruxelles et la zone occupée du Nord de la France, c'est une autre histoire, aussi, les groupes franchissent la Somme en barque.
Charles Morelle, séduit par l'initiative, tient une safe house à Valenciennes puis à Paris avec sa sœur Elvire et devient, avant son arrestation, un des piliers du réseau.

### La ligne DD (juin 1941 - janvier 1943) dirigée par Andrée de Jongh

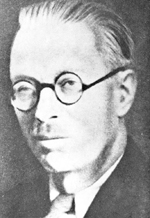
Frédéric De Jongh en 1940. Il coordonne Bruxelles puis Paris, d'août 1941 à juin 1943.

Itinéraires employés par la ligne Comète pour franchir les Pyrénées.

Le 15 juillet 1941, Andrée et Arnold emprunte alors pour la première fois ensemble la « ligne DD » (pour Deppé-De Jongh) avec un groupe de onze candidats à l'évasion, des hommes et des femmes, tous belges. Andrée en a financé le coût en vendant ses bijoux et en empruntant à des amis.
La première difficulté réelle est le passage de la Somme. En effet, arrivés sur place, Andrée et Arnold constatent qu'il n'y a pas de barque. Ils doivent donc la traverser à la nage. Certains ne savent pas nager et doivent être transbordés sur une grosse chambre à air trouvée dans une ferme voisine.
Ils les guident ainsi jusqu'à la Villa Voisin des De Greef à Anglet où ils sont confiés à des passeurs. Andrée De Jongh et Arnold Deppé effectuent quant à eux le chemin inverse pour rentrer à Bruxelles. Ce fut un échec, la plupart des hommes sont arrêtés par la guardia civil franquiste, certains sont remis aux Allemands, d'autres sont détenus au camp de Miranda de Ebro. Le constat est amer, il faut désormais veiller à les acheminer jusqu'en lieu sûr : le consulat britannique à Bilbao,,.
En août 1941, se déroule le second voyage. Andrée De Jongh prend en charge, depuis Bruxelles, la moitié d'un groupe assez nombreux, l'autre partie est confiée à Arnold Deppé. Ce dernier et son groupe sont arrêtés tandis qu'ils quittent Bruxelles en train pour se rendre à Lille. Arnold Deppé est interné successivement dans trois camps de concentration, il ne parla jamais et il survécut à la guerre. Dédée est contrainte de rester en France. Charles Morelle prend la place d'Arnold Deppé et devient le bras droit d'Andrée De Jongh. Andrée De Jongh suit la filière jusqu'au bout, franchit les Pyrénées le 17 août 1941 et se rend au consulat britannique de Bilbao où elle rencontre le vice-consul d'abord réticent et ensuite Michael Creswell (en), « Monday », qui est conquis par la témérité et l'enthousiasme de la jeune femme. La jonction avec le MI9 est ainsi établie. Les Britanniques prennent en charge les frais d'exfiltration.
Fernand De Greef, le père, homme d'affaires et linguiste de formation, est un ami du maire d'Anglet. Fernand parlant couramment allemand est sollicité par ce dernier pour devenir l'interprète auprès des autorités allemandes qui procèdent à des réquisitions dans la région. Fernand devient ainsi l'interlocuteur privilégié des Allemands. Ceci s'avère être très utile puisque par son entremise, le réseau dispose de documents d'identité vierges, de sceaux, d’Ausweiss ainsi que de coupons de ravitaillement supplémentaires. « Freddie », le fils, servait de courrier et était le faussaire en titre. Un Anglais vivait également à la Villa Voisin chez les De Greef, Albert Edward Johnson, « Bee », il y reste toute la guerre, passant pour le neveu de Fernand dont le frère était porté disparu au Congo. Andrée De Jongh demande l'aide de son père, Frédéric De Jongh, « Paul », qui la surnommait affectueusement Le petit cyclone, pour coordonner les actions à Bruxelles. Elvire De Greef devient la cheffe du réseau sud,.

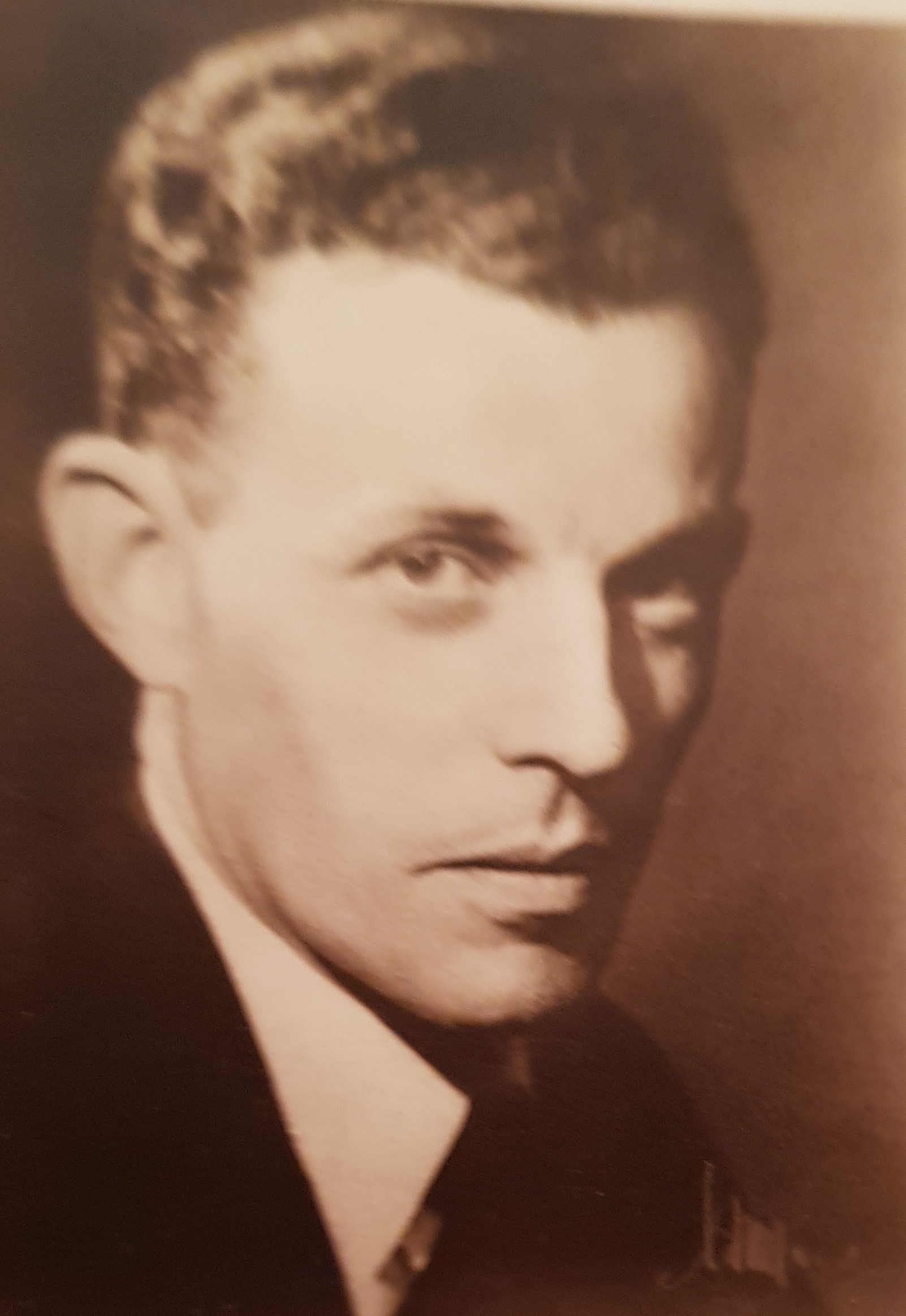
Jean Greindl (1905-1943) Némo coordonne Bruxelles d'avril 1942 à février 1943.

Le 15 octobre 1941, Janine De Greef effectue sa première mission à l'âge de seize ans. Il s'agit de monter à Paris et de prendre en charge deux aviateurs alliés pour les ramener à Anglet,.
En avril 1942, le réseau a déjà connu quelques revers. Frédéric De Jongh, « brûlé » à Bruxelles, s'installe à Paris au quatrième étage d'un immeuble situé au 10 de la rue Oudinot sur les conseils de sa fille . Elle l'y rejoint. Frédéric De Jongh est très vite en contact avec le Père Riquet, aumonier-directeur directeur de la Conférence Laënnec des médecins catholiques. Ce dernier lui présente Robert Aylé et son épouse Germaine-Aylé-Leca. Au 10 de la rue Oudinot, vivent également Lucienne Laurentie et Aimable Fouquerel, tous deviennent membres du réseau parisien de Comète. Il s'agit d'organiser des lieux d'hébergement clandestins dans l'immeuble de la rue Oudinot mais celui-ci sert rapidement de centre de triage pour orienter les candidats à l'exfiltration au sein de différentes safe houses organisée à Paris. Il faut également organiser le réseau permettant de collecter les aviateurs une fois tombés sur le sol français, dans le Nord, en Bretagne. Le père Riquet est chargé du recrutement. Sous la direction de Frédéric De Jongh, Robert Aylé supervise ces développements. Les époux Aylé réalisent également de faux-documents d'identité. Début 1943, Robert Aylé assure pleinement la direction du secteur Paris-Nord-Bretagne.
À Bruxelles, Henri Michelli reprend les activités de Frédéric De Jongh. En mai 1942, les traitres, Flore Dings et Prosper Dezitter, son amant, sont parvenus à infiltrer le réseau. Le 8 mai 1942, Michelli convie chez lui Charles Morelle et deux agents parachutés de l'Intelligence Service. Ils sont tous arrêtés. Charles Morelle meurt de la tuberculose à Dachau dix jours après sa libération en 1945. Il s'agit à nouveau de remettre en place une coordination à Bruxelles et de restructurer le réseau. Frédéric De Jongh avait déjà été en contact avec le directeur de la Cantine suédoise qui vient en aide aux enfants démunis en leur fournissant des vêtements et de la nourriture, Jean Greindl. Ce dernier cherche à renouer les fils rompus avec les De Jongh. La sœur d'Andrée De Jongh, Suzanne sert d'agent de liaison. Jean Greindl ne tarde pas à prendre la tête du réseau bruxellois sous le pseudo de « Némo ». La cantine devient une couverture parfaite pour les membres du réseau. Peggy Van Lier devient le bras droit de Némo, ensemble, ils redessinent le réseau. Ils déterminent 4 secteurs en Belgique : Gand, Hasselt, Liège et Namur. Des procédures sont mises en place pour collecter les pilotes alliés sur l'ensemble du territoire et les acheminer vers l'une de ces villes où ils sont pris en charge vers Bruxelles où ils sont hébergés dans des safe houses en attendant leur exfiltration. La principale guide de Némo à cette époque est la jeune Andrée Dumon, Nadine, 19 ans. Elle prend en charge les aviateurs à Bruxelles et les conduit à Paris.
Le réseau tourne à plein régime. Entre juillet et novembre 1942, 54 aviateurs alliés quittent Bruxelles. Ils sont pris en charge une fois arrivés à Saint-Jean-de-Luz par Andrée De Jongh et traversent les Pyrénées avec l'aide de passeurs, dont le Basque Florentino Goikoetxea. En neuf traversées des Pyrénées, l'ensemble arrive à bon port. Mais l'année 1942 est marquée également par de nombreuses arrestations. Le 2 juillet 1942, Suzanne Wittek-De Jongh est arrêtée. Le 11 août 1942, Andrée Dumon, « Nadine », et ses parents sont arrêtés, trahis par un membre du réseau arrêté et retourné par les Allemands. La sœur de Frédéric De Jongh, Eugénie De Jongh, « Tante Ninie », est également arrêtée. 
Andrée De Jongh comprend à cette époque combien son arrestation serait délétère pour le réseau et presse Jean Greindl de lui trouver un adjoint pour la seconder et assurer la continuité de la ligne si elle était arrêtée. Il lui fallait quelqu'un qui puisse se fondre dans la masse et passer pour un Basque ou un Espagnol. Le 7 octobre 1942, Jean Greindl rencontre Jean-François Nothomb qui intègre aussitôt le réseau. Son teint sombre convenait à merveille. Jean-François Nothomb part pour Paris rencontrer Andrée De Jongh et son père, Frédéric, alias « Paul »,.
En novembre 1942, c'est la famille Maréchal tout entière qui est arrêtée lorsque la Geheime Feldpolizei (GFP) parvient à introduire dans la filière au Luxembourg deux faux-pilotes américains qui remontent la filière jusqu'à Bruxelles causant une vague d'arrestation sans précédent. La fille d'Elsie Maréchal-Bell, young Elsie, avait cependant prévenu Némo que ces aviateurs étaient suspects et que la procédure employée ne respectait pas les standards du réseau[réf. nécessaire].
Inquiet, Jean Greindl renvoie young Elsie chez elle les invitant à la plus grande prudence et d'envisager d'avoir à quitter tous leur domicile s'il était compromis. Il lui demande de revenir ensuite l'informer. Lorsqu'elle arrive à avenue Voltaire, elle trouve une porte entrouverte et huit agents de la Geheime Feldpolizei. Elle est aussitôt arrêtée.

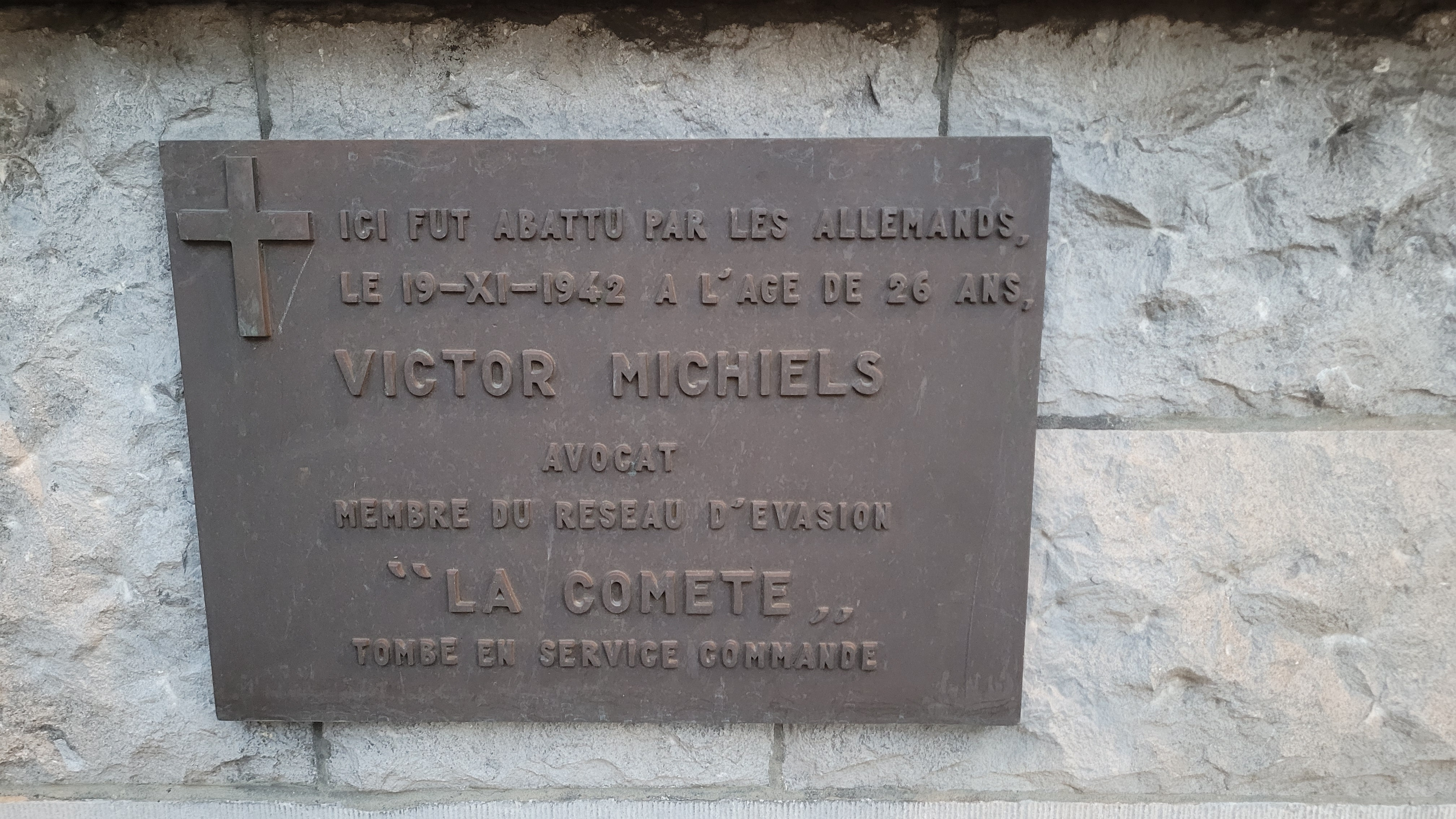
Plaque commémorative, à l'angle de l'avenue Voltaire et de l'avenue Ernest Renan, à l'emplacement où fut abattu Victor Michiels.

À la cantine, Jean Greindl, Peggy Van Lier et un jeune avocat de 26 ans, Victor Michiels, se perdent en conjectures pour expliquer le silence de young Elsie qui devait rapidement revenir donner des nouvelles. Le soir tombe. Jean Greindl, d'abord réticent, consent finalement à ce que Victor Michiels se rende chez les Maréchal en le priant d'être très prudent. Victor Michiels, dissimulé derrière un arbre face à l'habitation, scrute à la recherche du moindre mouvement. Une demi-heure se passe, rien. Il décide alors de sonner. Il est aussitôt interpelé par des agents de la GFP. Tentant le tout pour le tout, il s'enfuit en courant dans la rue et est abattu par les policiers allemands.
Jean Greindl et Peggy Van Lier, rongés d'inquiétude, sont désormais également sans nouvelle de Victor Michiels. Peggy Van Lier qui connait la sœur de Victor décide de se rendre chez les Michiels le lendemain matin prétextant rencontrer son amie pour lui poser des questions sur ses études. À peine arrivée, elle est poussée à l'intérieur de la maison où des agents de la GFP l'interrogent. Elle explique son alibi mais elle est arrêtée et est transférée au siège de la GFP Luftwaffe. Elle apprend brutalement la mort de Victor Michiels et est frappée de stupeur lorsqu'elle croise dans la salle d'attente, elle aussi arrêtée faute de n'avoir pu être prévenue, Elvire Morelle arrivée de Paris et devant se rendre chez les Maréchal,.
Peggy Van Lier est interrogée toute la journée par un « gros officier SS maléfique à la face-de-rat », elle ne démord pas de sa version. Dans son sac, les policiers découvrent des photographies d'elle, placée là à dessein, en compagnie de soldats allemands en uniforme. Ceci en plus du fait que Peggy Van Lier parle couramment l'allemand achève d'apaiser les soupçons à son égard. Elle est libérée à 20 heures. Après une halte à l'église pour reprendre ses esprits, elle repart à la cantine pour informer Némo que Victor Michiels est mort, que le réseau a été infiltré et les Maréchal arrêtés,,.

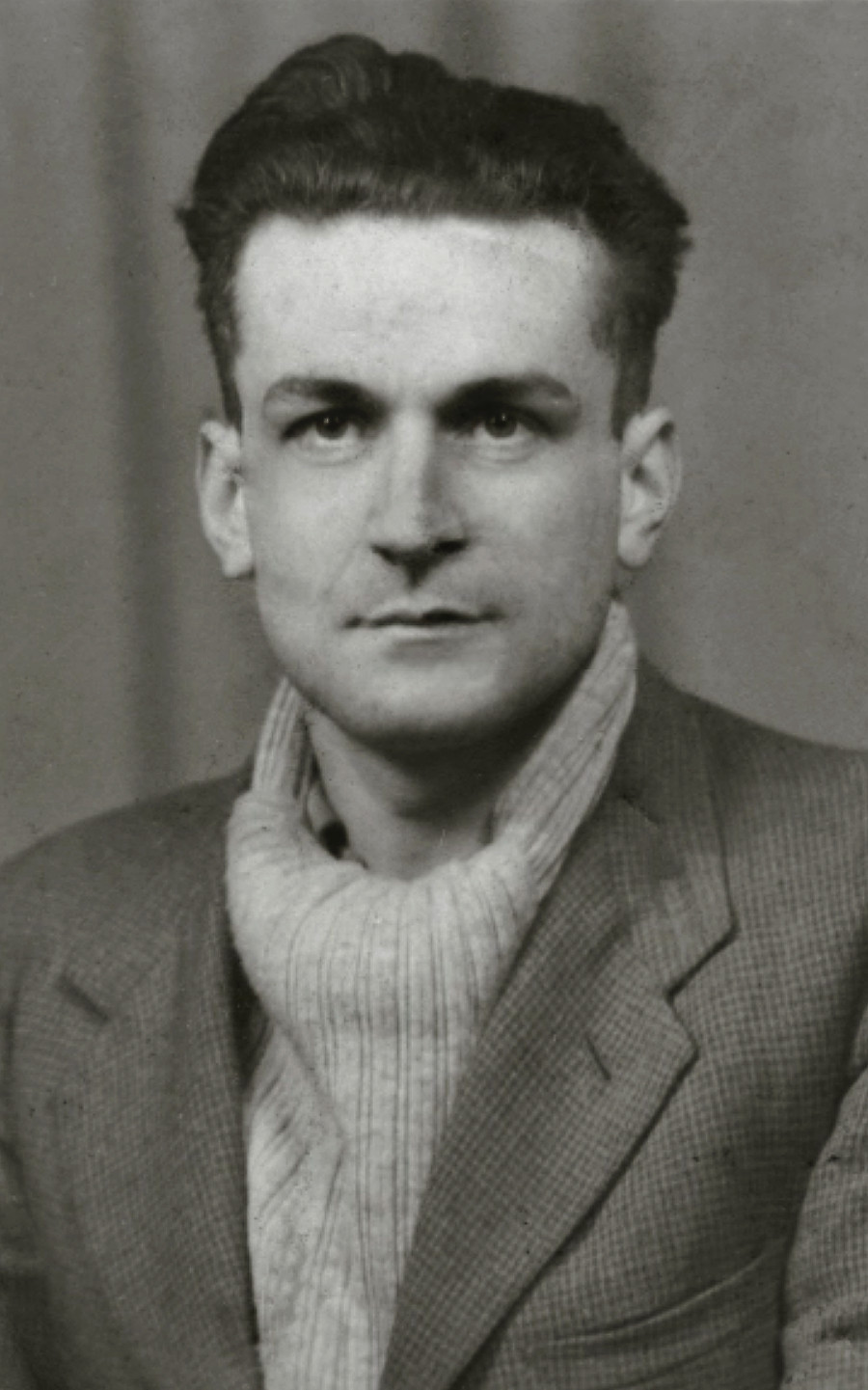
Jean-François Nothomb, chef du réseau de janvier 1943 à janvier 1944.

Le réseau infiltré connait à cette époque une centaine d'arrestations sur tout le territoire. 
Peggy Van Lier, Georges d'Oultremont et son cousin Edouard d'Oultremont, tous deux guides internationaux du réseau, sont contraints d'emprunter la ligne et de rejoindre Londres.
Jean Greindl fait parvenir un message à la RAF en décembre 1942 : il veut savoir si cette initiative de filière d'exfiltration est à ce point importante qu'elle mérite de mettre la vie de centaines de civils en péril. Il reçoit, via Andrée De Jongh, la réponse début janvier 1943 : « Ce travail est d’une importance immense pour le moral de toute la R.A.F. ; il faut continuer et même l’intensifier ».

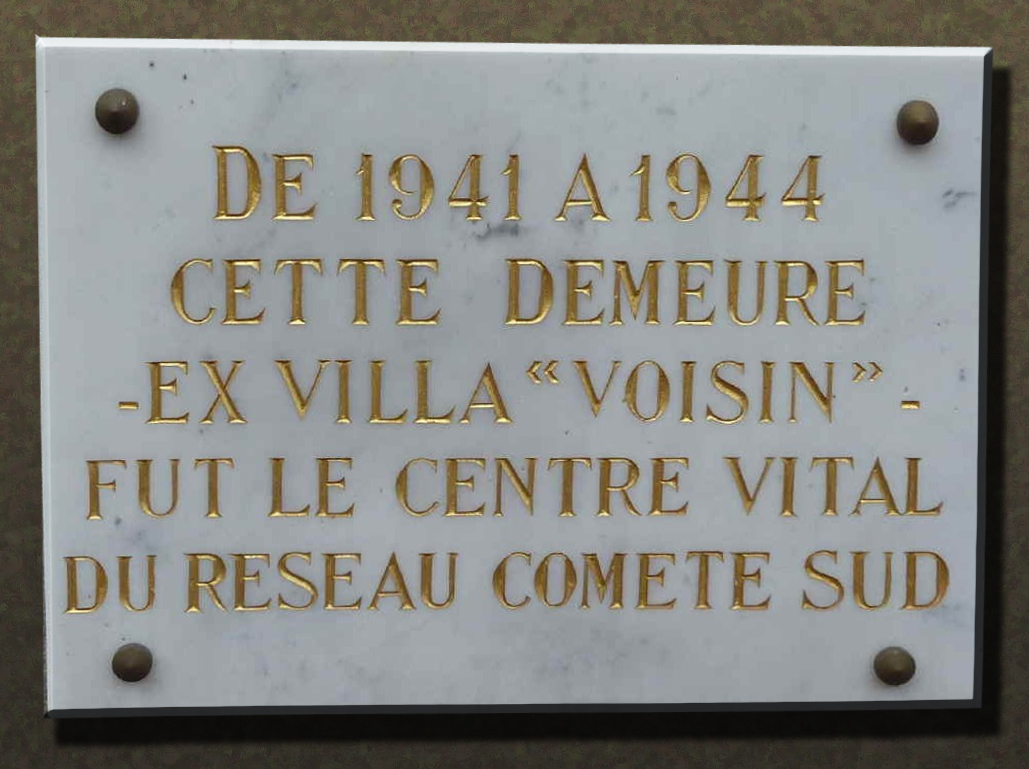
Plaque commémorative sur la Villa Voisin (démolie en 2015 et reconstruite) à Anglet.

Mais l'année 1943 n’est pas plus clémente. Le 15 janvier 1943, Andrée De Jongh est arrêtée à Urrugne, trahie par un valet d'une ferme voisine, à la ferme Bidegain Berri de Frantxia Haltzuet, arrêtée également ainsi que les trois aviateurs en partance pour l'Espagne. Le groupe, fait inhabituel, avait décidé de passer la nuit à la ferme et de remettre au lendemain le franchissement des Pyrénées en raison du mauvais temps. Fort heureusement, Florentino Goikoetxea n'y avait pas logé. Le mois suivant, Jean Greindl est arrêté à son tour ; mis au secret à la caserne d'Etterbeek, il meurt lors d'un bombardement allié sur Bruxelles en septembre 1943. En juin 1943, Frédéric De Jongh, Robert Aylé et son épouse ainsi qu'Aimable Fouquerel sont arrêtés, ils sont fusillés le 28 mars 1944 à la forteresse du Mont-Valérien tandis que madame Aylé connait la déportation. Le 20 octobre 1943, Georges Maréchal, le mari d'Elsie Maréchal-Bell et le père de young Elsie, est exécuté au Tir national.

### LaComet line(janvier 1943 - janvier 1944) dirigée par Jean-François Nothomb
Jean-François Nothomb, « Franco » reprend les activités de Dédée dans le Sud et devient le chef du réseau en janvier 1943. Antoine d'Ursel « Jacques Cartier » est pressenti pour assurer la coordination à Bruxelles en février 1943 mais il échappe à une arrestation en juin 1943 et doit abandonner le poste et opter pour la clandestinité. Yvon Michiels, son second, le remplace et prend pour adjoint Jules Dricot.
Fin juin 1943, également, le MI9 envoie à Paris, avec l'accord de Jean-François Nothomb, Jacques Le Grelle pour reprendre les activités de Frédéric De Jongh à Paris assisté de Marcelle Douard et de Rosine Witton,.
Antoine d'Ursel nourrit le projet de créer une seconde filière, la « ligne B » pour exfiltrer des Belges cette fois. Il rencontre Jean-François Nothomb en octobre 1943 qui est d'accord. Il faut désormais convaincre le gouvernement belge en exil à Londres d'en prendre en charge les coûts tout comme le font les Britanniques pour leur ressortissants. Antoine d'Ursel emprunte ainsi la ligne fin 1943. Il trouve la mort en se noyant dans la Bidassoa, le 23 décembre 1943. Son projet ne voit pas le jour.

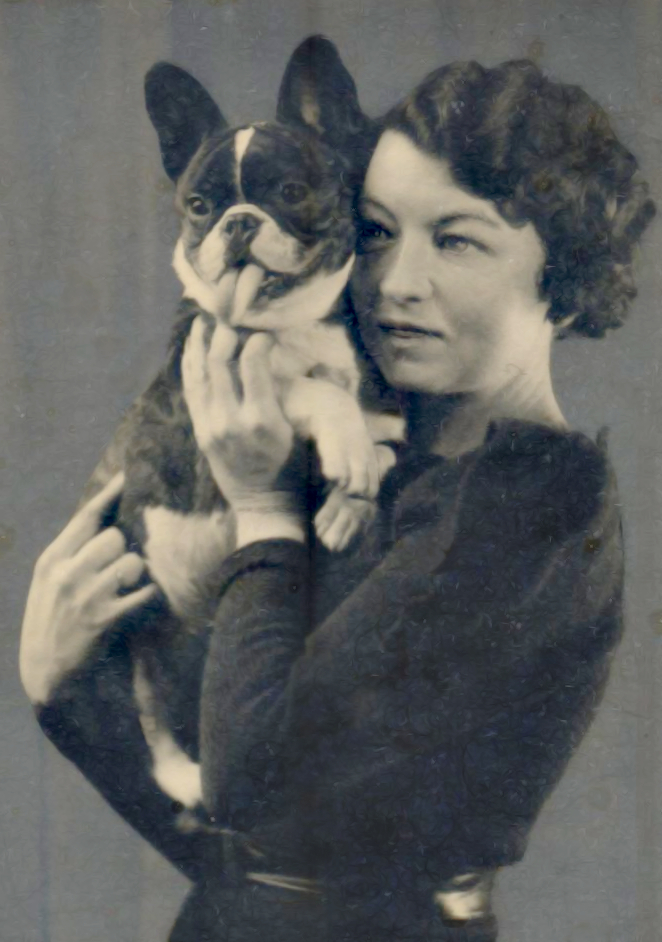
Elvire De Greef, cheffe du réseau-Sud de 1941 à 1944, et son chien Gogo à qui elle doit son pseudo de Tante Go.

Début 1944, le réseau est à nouveau frappé par des arrestations. Un V-Mann, Jacques Desoubrie, est parvenu à s'introduire dans la filière à Paris. Ceci conduit à l'arrestation du Père Riquet, de Maurice Grapin, alias « Henri Crampon », l'adjoint de Jacques Le Grelle et de son épouse enceinte. La Geheime Feldpolizei parvient à le retourner pour tendre un piège à Le Grelle et le cueillir à son retour de Bruxelles, le 17 janvier. La souricière reste en place et, le lendemain, c'est le chef du réseau, Jean-François Nothomb qui est appréhendé. Desoubrie et Grapin accompagnent ensuite les Allemands à Bruxelles où Jules Dricot est arrêté à son tour achevant de porter un coup dur au réseau. Les allies dépêche à Paris depuis Londres, Jean de Blommaert pour reprendre la coordination du secteur assité de Philippe et Virginia d'Albert-Lake.
À la suite des nombreuses arrestations au sein du réseau, Micheline Dumon Michou, la sœur d'Andrée Dumon voit sa position à Bruxelles devenir trop dangereuse, elle continue alors son travail depuis Paris, où elle réussit à identifier l'agent infiltré Jacques Desoubrie, alias Pierre Boulain, et recrute de nouveaux membres et retisse sans cesse les fils rompus du réseau. Elle rejoint ensuite Bayonne, fin janvier 1944, pour travailler avec Elvire de Greef, la cheffe de cette extrémité de la ligne. Grâce à Micheline Dumon, les contacts entre le nord et le sud sont rétablis et la ligne d'évasion Comète à nouveau opérationnelle.
À cette époque, elle est arrêtée à Paris par la police française et relâchée après deux jours, grâce à son apparence juvénile dont elle joue beaucoup et qui la fait paraître trop jeune pour être l'agente recherchée. Ce n'est que le 10 mai 1944 qu'elle se laisse convaincre de retourner à Madrid et, le 2 juin 1944, elle arrive au Royaume-Uni avec Henriette Hanotte, « Monique », où elle reste impliquée dans les services secrets,,.
Le 26 juillet 1944, Florentino Goikoetxea est blessé par balles par les gardes-frontières allemands ; bien qu'il soit parvenu à cacher les documents qu'il transportait, il est arrêté et emmené à l'hôpital de Bayonne. Le lendemain, 27 juillet, Elvire De Greef lui rend visite à l'hôpital et lui annonce qu'ils vont tenter quelque chose pour le libérer. Plus tard dans la journée, deux policiers allemands se présentent à l'hôpital dans une ambulance conduite par Fernand De Greef, le mari d'Elvire. Ils se font passer pour des agents de la Gestapo et exigent d'emmener leur prisonnier. Ils remontent dans l'ambulance avec ce dernier et repartent tranquillement. Florentino Goikoetxea reste caché jusqu'à ce que les nazis abandonnent le Sud-Ouest de la France un mois plus tard.

### Le rôle du réseau après le débarquement: la Mission Marathon

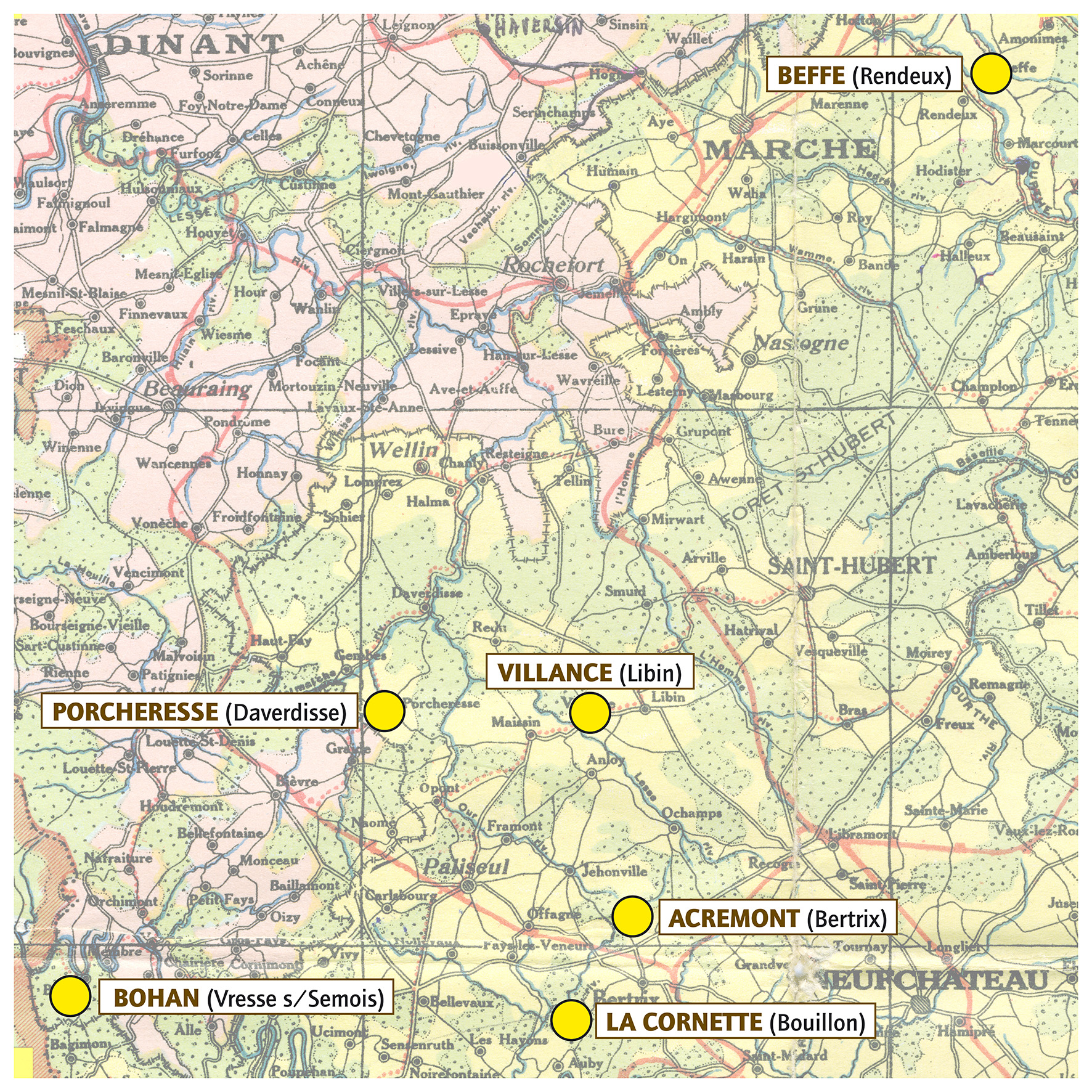
Emplacement des camps de la Mission Marathon en Ardenne belge

La Comet line est empruntée pour la dernière fois le 4 juin 1944, avant-veille du débarquement allié. Le MI9 décide alors de ne plus exfiltrer les pilotes alliés mais de les acheminer dans des camps secrets dans les Ardennes belges et au camp de Fréteval près de Châteaudun. Cette opération fut appelée Mission Marathon. Sous l'action de Gaston Matthys et d'Albert Ancia, les camps furent clandestinement organisés en Belgique. En France, ils sont organisés grâce à Jean de Blommaert, parachuté depuis l'Angleterre. La mission ne fut jamais éventée.
De 1941 à juin 1944, le réseau Comète a permis à 798 aviateurs de retourner en territoire contrôlé par les Alliés dont 288 passés par la zone sud. La Mission Marathon permit quant à elle de rapatrier 109 aviateurs depuis la Belgique et 152 depuis la France. Ce qui porte le nombre total d'alliés secourus par le réseau à plus de mille personnes.

## Les dirigeants du réseau
Les responsables du réseau étaient en contact avec les Britanniques et circulaient dans toute la ligne. Ils s'occupaient plus particulièrement du passage des Pyrénées qu'ils franchissaient avec les candidats à l'exfiltration pour établir la jonction avec le MI9 à Bilbao. Les premiers chefs du réseau furent Arnold Deppé et Andrée De Jongh qui assura seule la direction après l'arrestation de Deppé. Elle est arrêtée à son tour en janvier 1943 et remplacée par son adjoint, Jean-François Nothomb qui est arrêté à Paris en janvier 1944,,.

La filière était divisée en secteur. Il y avait un chef de secteur pour la Belgique basé à Bruxelles, il organisait l'ensemble des tâches nécessaires au bon fonctionnement du réseau telles que l'organisation des safe houses, le ravitaillement, les faux papiers, les vêtements civils et le convoyage jusqu'à Paris sans oublier l'organisation du réseau de collecte des aviateurs tombés sur le sol belge. À Paris, à partir d'avril 1942, il y avait un chef de secteur qui assurait également l'organisation du réseau et la jonction Paris-Réseau Sud, le Réseau Sud étant le dernier secteur comportant une cheffe, Elvire De Greef, qui, le fait est rare, parvint à se maintenir à son poste toute la guerre,,.

### Principaux organisateurs du réseau et proches collaborateurs

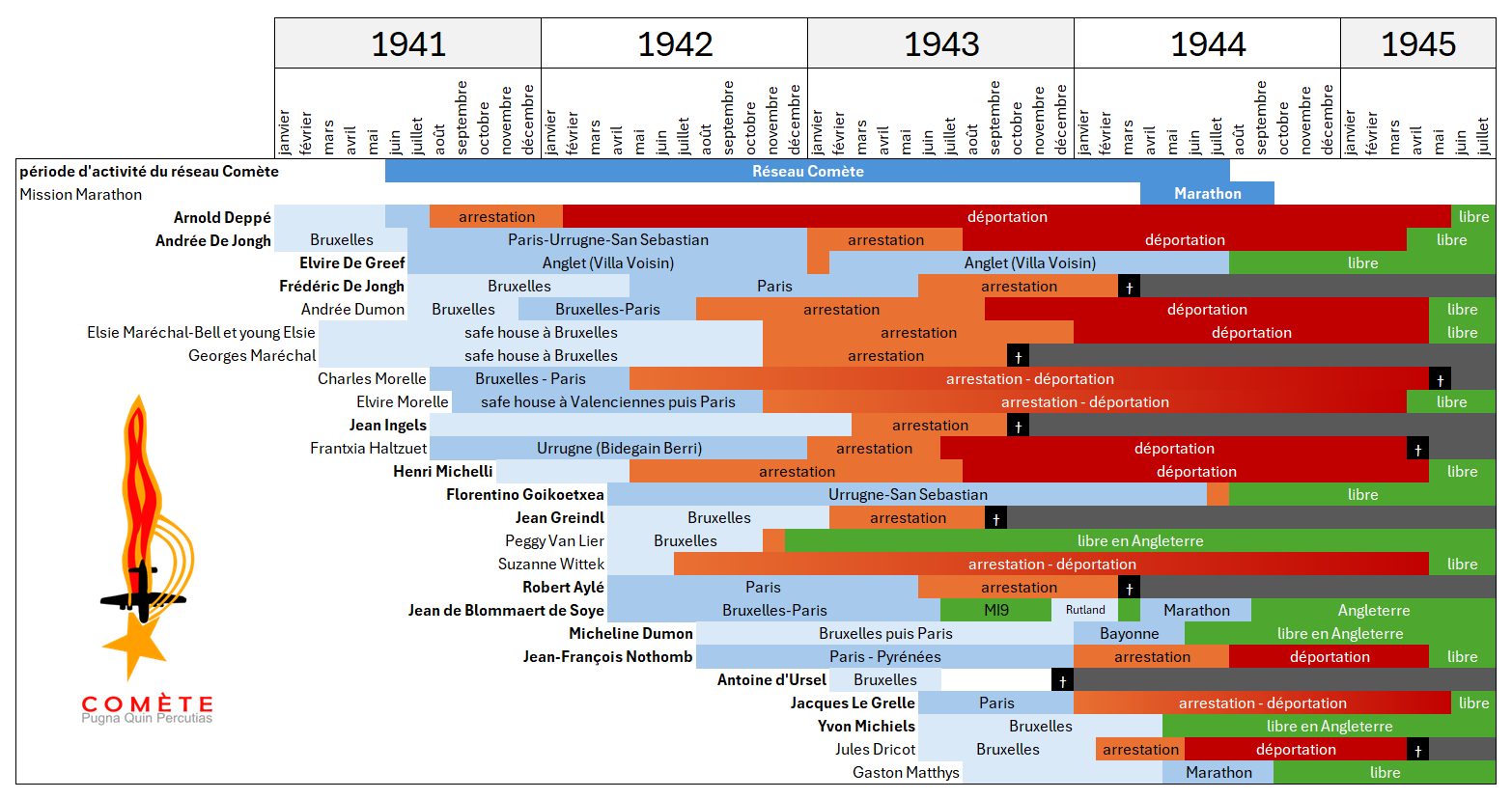
Ligne du temps - réseau Comète - 1941-1945.

## Agents Comète

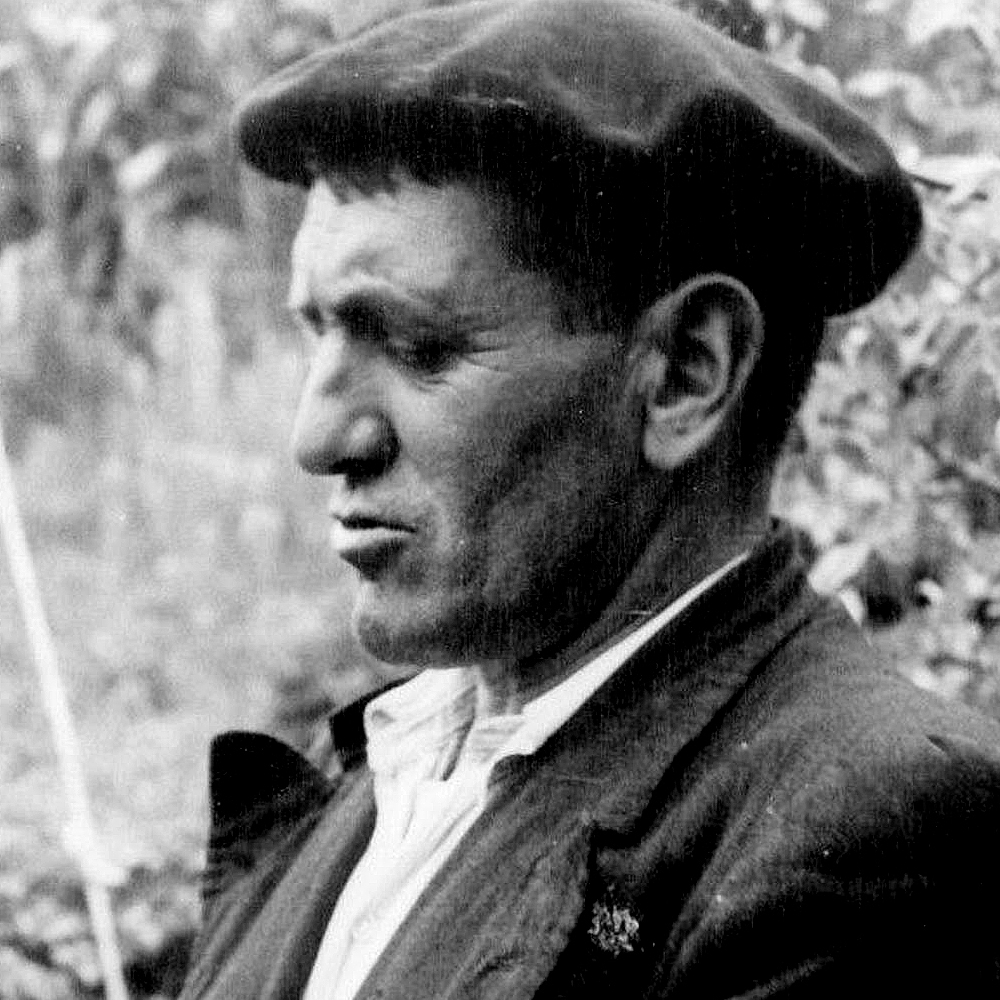
Le passeur de légende, Florentino Goikoetxea, vers 1945.

Une multitude de profils étaient requis pour faire fonctionner une telle ligne d'évasion. Les dirigeants étaient très exposés. Andrée De Jongh confie après guerre que la durée d'un agent avant son arrestation était d'environ 6 mois, deux s'il n'avait pas de chance, parfois un an. Elle explique qu'elle a rapidement renoncé à dire « si je suis arrêtée » pour lui préférer « quand je serai arrêtée ». D'autres rôles étaient nécessaires. Il fallait des hébergeurs qui tenaient des Safe houses, des courriers, des boîtes aux lettres, des guides, des passeurs, des ravitailleurs, des faussaires. Chacun dans sa fonction était plus ou moins exposé aux tentatives de l'occupant pour démanteler le réseau. Sur les 3000 membres du réseau qui ont œuvré pour lui à un moment ou à un autre, le nombre d'arrestations est estimé à environ 800. Si certains purent être libérés après interrogatoire et séjour plus ou moins long en prison, pour la plupart des autres cela déboucha sur la déportation en tant que nacht und nebel, d'autres furent jugés et exécutés. 159 membres du réseau (dont 55 femmes) sont ainsi tués à l'ennemi. 108 sont morts en déportation, 28 ont été fusillés, 14 ont été portés disparus, 7 ont été abattus, comme Victor Michiels, en rue à Bruxelles lors de l'Affaire Maréchal ou Isabelle Anspach (vve Pauli), battue à mort à coups de matraque au camp de Belzig, un sous-camp de Ravensbrück. Enfin, l'un d'entre eux, Jean Greindl, trouve la mort dans le bombardement allié de Bruxelles et un second, Antoine d'Ursel, se noie en tentant de franchir la Bidassoa qui délimite la frontière entre la France et l'Espagne.

## Les principaux délateurs du réseau
Le premier délateur du réseau était parvenu à l'infiltrer dès avant sa création, il s'agit de Victor Demets qui sera à l'origine de l'arrestation d'Arnold Deppé, l'un des membres fondateurs. Le réseau fut par la suite infiltré par de nombreux agents doubles à la solde de l'Abwehr dont les principaux sont:  Jacques Desoubrie (alias Jean Masson ou Pierre Boulain) conduisit à l'arrestation et à la déportation de 150 pilotes alliés qui avaient rejoint le réseau Comète. En tout, ce sont plus de mille arrestations qui doivent lui être attribuées. Il infiltra le réseau en avril 1943 mais en fut écarté à la suite d'un contact qu'il avait eu avec Prosper Dezitter, autre délateur du réseau ainsi que sa maîtresse, Florentine Giralt (Flore Dings). Il revint à deux reprises encore, sous de fausses identités et conduisit au démantèlement quasi complet du réseau bruxellois en janvier-février 1944. Autre délateur, William Cracco, un prêtre flamingant qui fut condamné à mort en 1949 mais préféra se donner la mort en prison. Enfin, deux autres agents, retournés par les nazis, Eugène Sterckmans, dont le nom de guerre était Coco fut également à l'origine d'arrestations au sein du réseau. Après guerre, il sera jugé et condamné mais en raison de son âge, il ne purgera pas la totalité de sa peine et Maurice Grapin, alias Henri Crampon, qui sera à l'origine, avec Desoubrie, du quasi démantèlement de 1944 à la suite des arrestations de Jacques Le Grelle et de Jean-François Nothomb à Paris. Les deux traîtres accompagnèrent ensuite la Geheime Feldpolizei à Bruxelles pour y accomplir leur basse besogne. Prosper Dezitter sera fusillé en 1948 et Desoubrie en 1949.